# پارادول
پارادول (به انگلیسی: Paradol) با فرمول شیمیایی C۱۷H۲۶O۳ یک ترکیب شیمیایی با شناسه پاب‌کم ۹۴۳۷۸ است. که جرم مولی آن ۲۷۸٫۳۹ g/mol می‌باشد. 